# 니노 마르티니
니노 마르티니(Nino Martini, 1902년 8월 8일 ~ 1976년 12월 9일)는 이탈리아의 테너 성악가, 영화배우, 뮤지컬 배우이다.

## 생애
1925년 테너 성악가로 첫 데뷔하였고 이후 이탈리아 오페라에서 주로 활약하다가 5년 후 1930년 미국 영화 《Paramount on parade》의 단역으로 영화배우 데뷔하였으며 이듬해 1931년부터는 미국 오페라 무대에서도 활약하였고 그로부터 6년 후 1937년에는 미국에서 뮤지컬 배우로 데뷔하였다.
이후 이탈리아와 미국에서 테너 성악가 및 오페라 가수와 영화배우 겸 뮤지컬 배우로 활약하였다.

## 같이 보기
- 딘 마틴
- 딘 폴 마틴